# سوزش (مراوه‌تپه)
سوزش، مرکز دهستان مراوه‌تپه و روستایی از توابع بخش مرکری شهرستان مراوه‌‌تپه در استان گلستان ایران است.

## جمعیت
این روستا در دهستان مراوه تپه قرار دارد و براساس سرشماری مرکز آمار ایران در سال ۱۳۹۵، جمعیت آن ۷۲۷ نفر (۱۹۸ خانوار)بوده‌است.